# پاسکال گاستین
پاسکال گاستین (فرانسوی: Pascal Gastien‎؛ زادهٔ ۲ دسامبر ۱۹۶۳) بازیکن سابق و مربی فوتبال اهل فرانسه است.
از باشگاه‌هایی که در آن بازی کرده‌است می‌توان به باشگاه فوتبال المپیک مارسی و باشگاه فوتبال نیس اشاره کرد.
وی همچنین در تیم ملی فوتبال فرانسه بازی کرده‌است.